# Transmigratie (demografie)
Transmigratie duidt op het verhuizen van een bevolkingsgroep als geheel. In de context van de 21e eeuw duidt de term op meervoudige migratie. 

## Verhuizen van een bevolkingsgroep
In de oudheid kwam transmigratie vaak voor in de vorm van volksverhuizingen, waarbij hele volken zich over honderden kilometers konden verplaatsen.
In het eind van de 19e eeuw en de eerste helft van de 20e eeuw kwam het ook vaak voor als vorm van etnische zuivering.
Ook grote vluchtelingenstromen kunnen gezien worden als een vorm van transmigratie.
Ook vindt af en toe geplande transmigratie plaats uit technische noodzaak, zo worden sommige dorpen herbouwd om plaats te maken voor stuwmeren of dagbouw.

## Meervoudige migratie
Terwijl migranten in de 20e eeuw nog vaak van plaats A naar plaats B verhuisden om zich daar definitief te vestigen groeit in de huidige superdiverse samenleving de trend waarbij mensen mobiel zijn en in verschillende steden of landen tijdelijk verblijven. 

### Superdiversiteit
Na de Koude Oorlog komen nieuwe migratiepatronen op gang over de gehele wereld. Waar voor 1990 mensen uit een klein aantal landen van herkomst naar een klein aantal gastlanden migreerden (naargelang de ideologie van de landen), gebeurt deze migratie nu vanuit een groot aantal landen van herkomst naar een zeer groot aantal gastlanden. Een gevolg hiervan is de enorme versnippering in achtergronden van migranten in de gastlanden. Blommaert spreekt in dit opzicht van een nieuwe dimensie van diversiteit, met name ‘superdiversiteit’ of diversiteit binnen diversiteit. 
Deze superdiversiteit kenmerkt zich niet enkel door de grotere verscheidenheid in achtergronden. Het migratieproces kent ook een groter aantal motieven voor migratie. Verder is er ook sprake van een groter aantal trajecten die worden afgelegd. In dit opzicht spreken we van transmigratie.

### Transmigratie
Bij transmigratie gaan migranten niet meer van land A naar land B, maar bewegen ze zich in complexe trajecten van land A naar land B, dan naar C, terug naar A, … Deze groep migranten wil niet per se op één plaats in de wereld hun toekomst uitbouwen. Dit fenomeen werd o.a. versterkt door de economische crisis van 2008 waarna bijvoorbeeld in Spanje gevestigde Marokkanen opnieuw vertrokken en zich in België of Nederland vestigden. Maar transmigranten zijn zeer divers. Een ander voorbeeld zijn niet 
Afrikanen die hun land verlaten, even in Libië werken, de Middellandse zee oversteken, een tijd in Frankrijk verblijven en dan naar Groot-Brittannië trekken.  Het verschil met andere migranten ligt vooral in de mobiliteit en de tijdelijkheid.
Eigen aan transmigranten is dat deze mensen leven in netwerken eerder dan in traditioneel gedefinieerde gemeenschappen. Dankzij mobiele communicatietechnologieën is het mogelijk om intensieve relaties te onderhouden zowel met mensen in het land van herkomst, als ergens anders in de wereld. Een groot deel van hun sociaal leven speelt zich dus af in de digitale wereld.